# 德雷安區

36°41′00″N 7°45′00″E / 36.6833°N 7.7500°E
德雷安區（阿拉伯语：‎），是阿爾及利亞的行政區，位於該國東北部，由塔里夫省負責管轄，首府設於德雷安，面積291平方公里，2008年人口70,915，人口密度每平方公里244人。